# Rio Ibicuí da Cruz
O rio Ibicuí da Cruz é um rio brasileiro do estado do  Rio Grande do Sul.